# 이탈리아늑대
이탈리아늑대(Canis lupus italicus)는 이탈리아반도에 서식하는 회색늑대의 아종이다. 아펜니노산맥과 알프스산맥 서부에 서식하고 있으며 북쪽과 동쪽 지역으로 점차 서식지역을 확대하고 있다. 2005년 기준 이탈리아늑대의 개체수는 500마리로 추정된다. 1970년대까지는 대략 개체수가 70~100마리까지 감소했으나 이후 강력한 보호 정책으로 개체수를 회복하고 있다. 불법 사냥 및 학살이 계속되고 있지만, 개체수는 증가하고 있는 추세이다. 1990년대 이후에는 프랑스 남서부 및 스위스 지역에도 이탈리아늑대가 진출했다. 일반적으로는 별개의 종으로 인정하지는 않으나, 고유한 미토콘드리아 DNA 하플로타입을 가지고 있으며 형태학적으로 다른 모양의 두개골을 가지고 있다.
이탈리아늑대의 체중은 평균 30~35kg이며, 일부 대형 수컷은 무게가 40~45kg까지 나가기도 한다. 몸 길이는 110~150cm이며 어깨넓이는 대략 50~70cm 정도이다. 털 색깔은 황갈색을 가지지만 여름철에는 붉은 색을 띈다.

## 추가 자료
- Apollonio, Marco; Mattioli, Luca (2006). 《Il Lupo in Provincia di Arezzo》 (이탈리아어). Editrice Le Balze. ISBN 88-7539-123-8.
- Boitani, Luigi (1987). 《Dalla parte del lupo: la riscoperta scientifica e culturale del mitico predatore》 (이탈리아어). Mondadori.
- Comincini, Mario (2002). 《L'uomo e la "bestia antropofaga": storia del lupo nell'Italia settentrionale dal XV al XIX secolo》 (이탈리아어). Unicopoli. ISBN 8840007741.
- Diviacco, Giovanni; Campora, Massimo; Cottalasso, Renato (2009). 《Sulle tracce del lupo in Liguria》 (이탈리아어). Centro Stampa Offset.
- Ferrari, Marco Albino (2012). 《La via del lupo》 (이탈리아어). Editori Laterza. ISBN 9788842056003.
- (이탈리아어) Genovesi P. (ed.) (2002), Piano d’azione nazionale per la conservazione del Lupo (Canis lupus), Quaderni di Conservazione della Natura, 13, Min. Ambiente - Istituto Nazionale per la Fauna Selvatica
- Marucco, Francesca (2014). 《Il lupo: Biologia e gestione nelle Alpi ed in Europa》 (이탈리아어). Il Piviere. ISBN 8896348234.
- Meriggi, A. et al. (1996), The feeding habits of wolves in relation to large prey availability in northern Italy, Ecography 19: 287-295